# Trest smrti v Libyi
Trest smrti Libyi je legální forma trestu. Poslední známá poprava byla vykonána v roce 2010. Jediným uzákoněným způsobem popravy je zastřelení popravčí četou. Podle Amnesty International není možné určit přesné počty nově vynášených rozsudků smrti v Libyi, ani počet odsouzenců čekajících v cele smrti na popravu.